# 日野神社 (西宮市)
日野神社（ひのじんじゃ）は、兵庫県西宮市日野町にある神社。主祭神は天照大神、他に豊受大神、春日大明神を祀る。境内を覆う林は兵庫県の天然記念物に指定されている。

## 概要
神社のある土地は、古くは瓦林（河原林）荘と呼ばれ、さらに古くは廣井荘と称し、摂津国廣井連（百済王避流王の後裔）と関係のある土地であったらしい。当神社の周囲は建武3年（1336年）に赤松則村の家臣・貴志義氏によって築城された瓦林城の城跡とされる。貴志五郎四郎義氏は、現在の三田市にあった貴志荘を母体とする武将である。その後、菅原道真の子の右馬之介を家祖とし、足利尊氏の家臣として三河から移住して来た、瓦林（河原林）氏が居城とした。北朝の康安年間（1361年 - 1362年）、瓦林弾正左衛門が瓦林城の鎮守として城内に日野神社を創建した。
神仏分離以前は虎爪林（こつめばやし）神宮寺が併設され、本尊は観世音菩薩であった。境内社に愛宕神社、琴平神社、厳島神社等。
平成7年（1995年）の阪神・淡路大震災で社殿が全壊。永らく仮殿のままであったが、平成22年（2010年）に再建された。

## 日野神社社叢
常緑広葉樹林の森が神社を囲むようにあり、阪神間では貴重な緑であることから兵庫県指定天然記念物や西宮市の景観樹林、ひょうごの森百選に選ばれている。
広さは約1.35ヘクタールあり、常緑樹のクロガネモチ、モチノキ、クスノキなどが主体で、落葉樹のハゼノキなどもある。
日野神社の周辺で武庫川流域下水道工事事業があり、工事の前後など1978年から1990年まで6回、植物への影響調査が行われた。

## 境内社
- 愛宕神社
- 稲荷神社
- 金刀比羅神社
- 出雲神社

## 境内

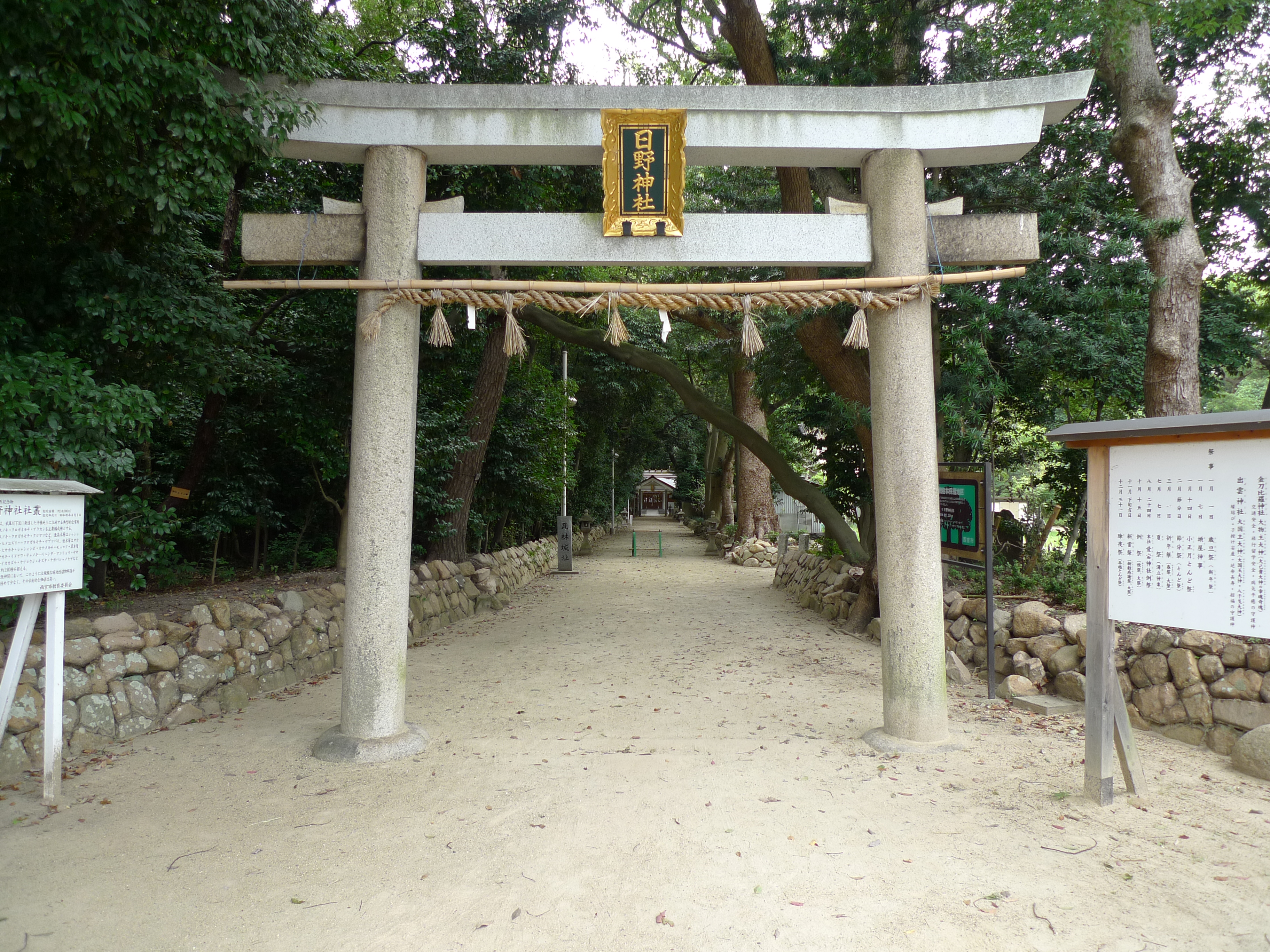
日野神社 参道
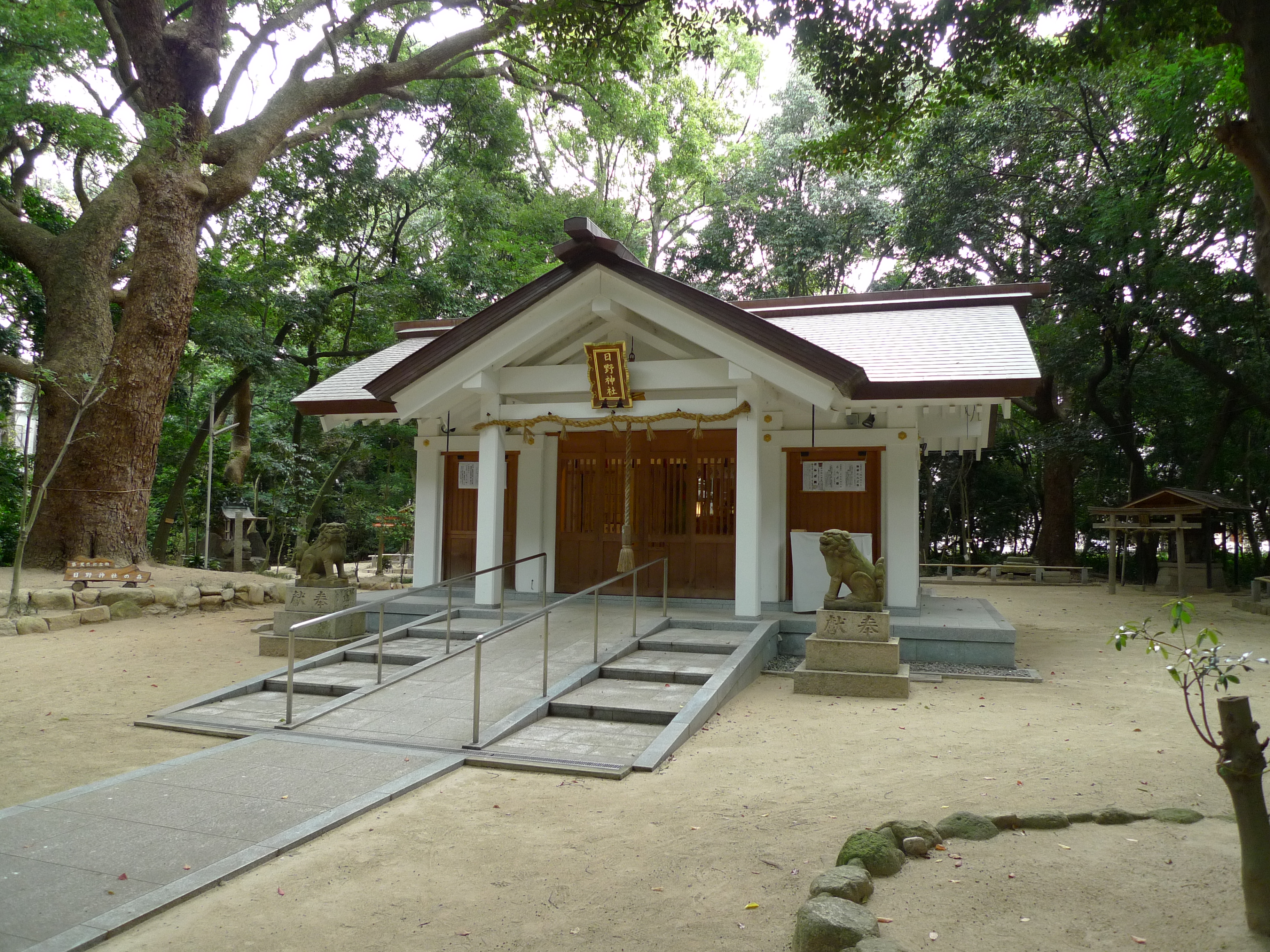
日野神社 拝殿
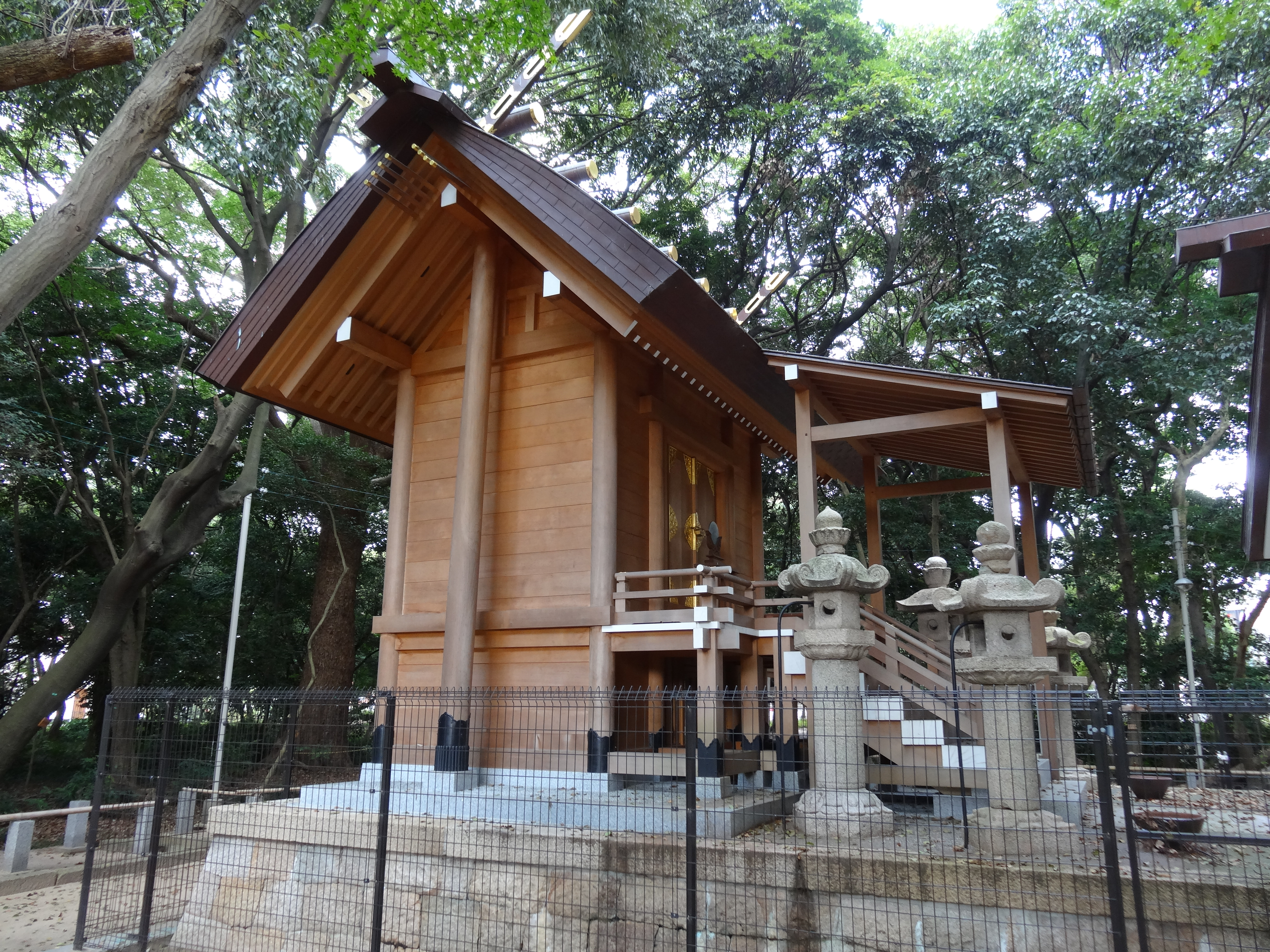
日野神社 本殿
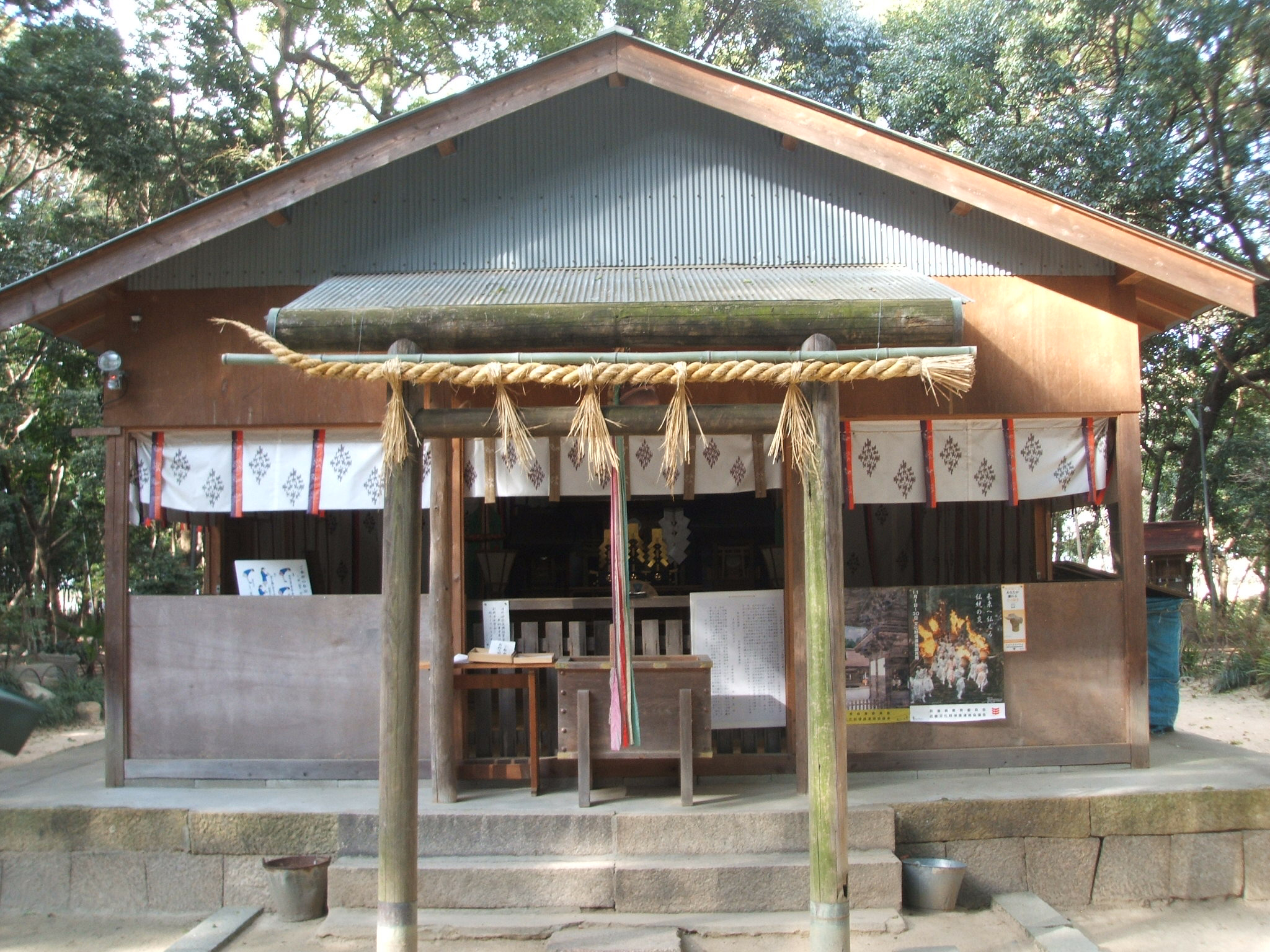
日野神社 仮拝殿(2008年)
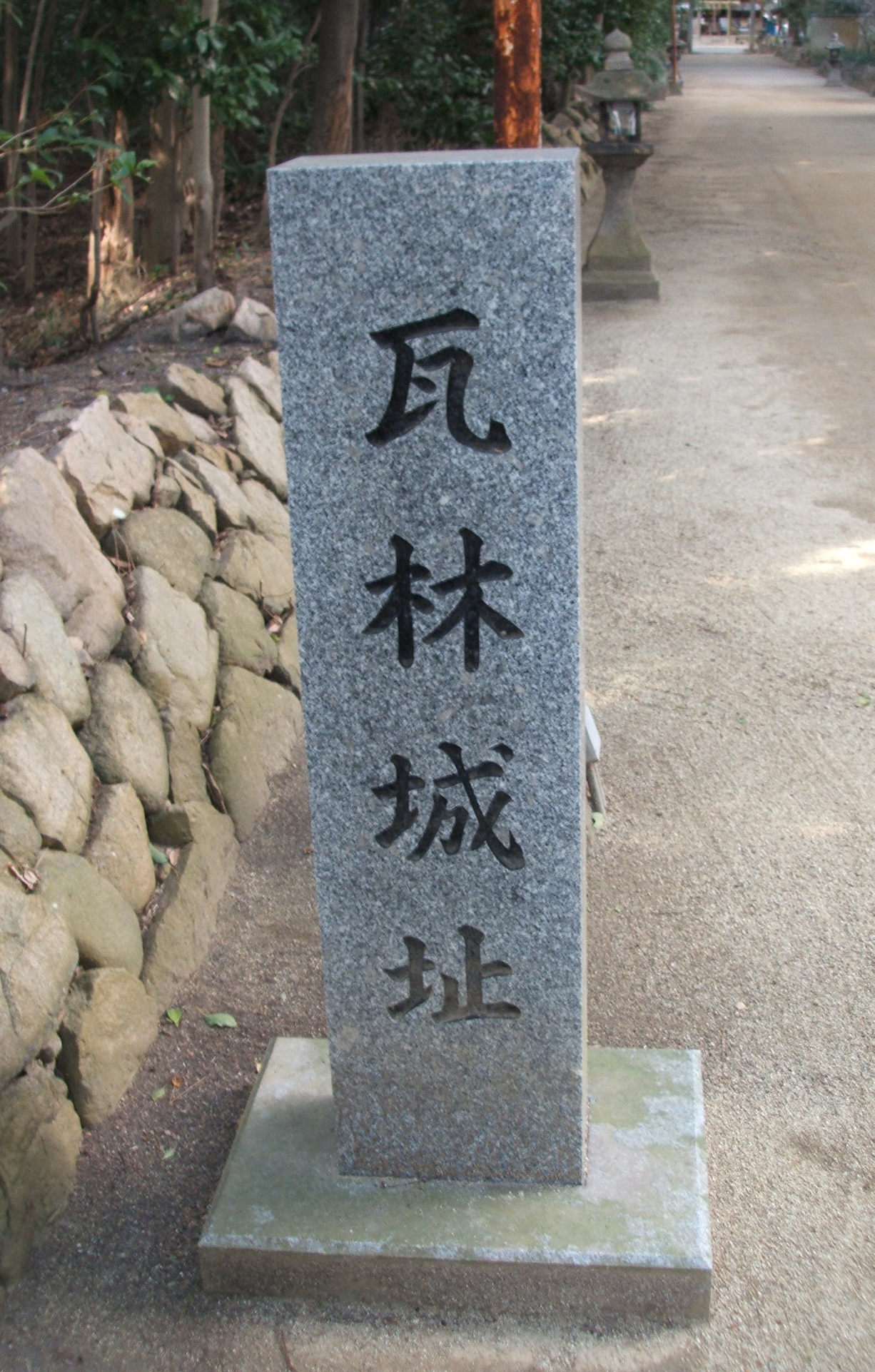
瓦林城址
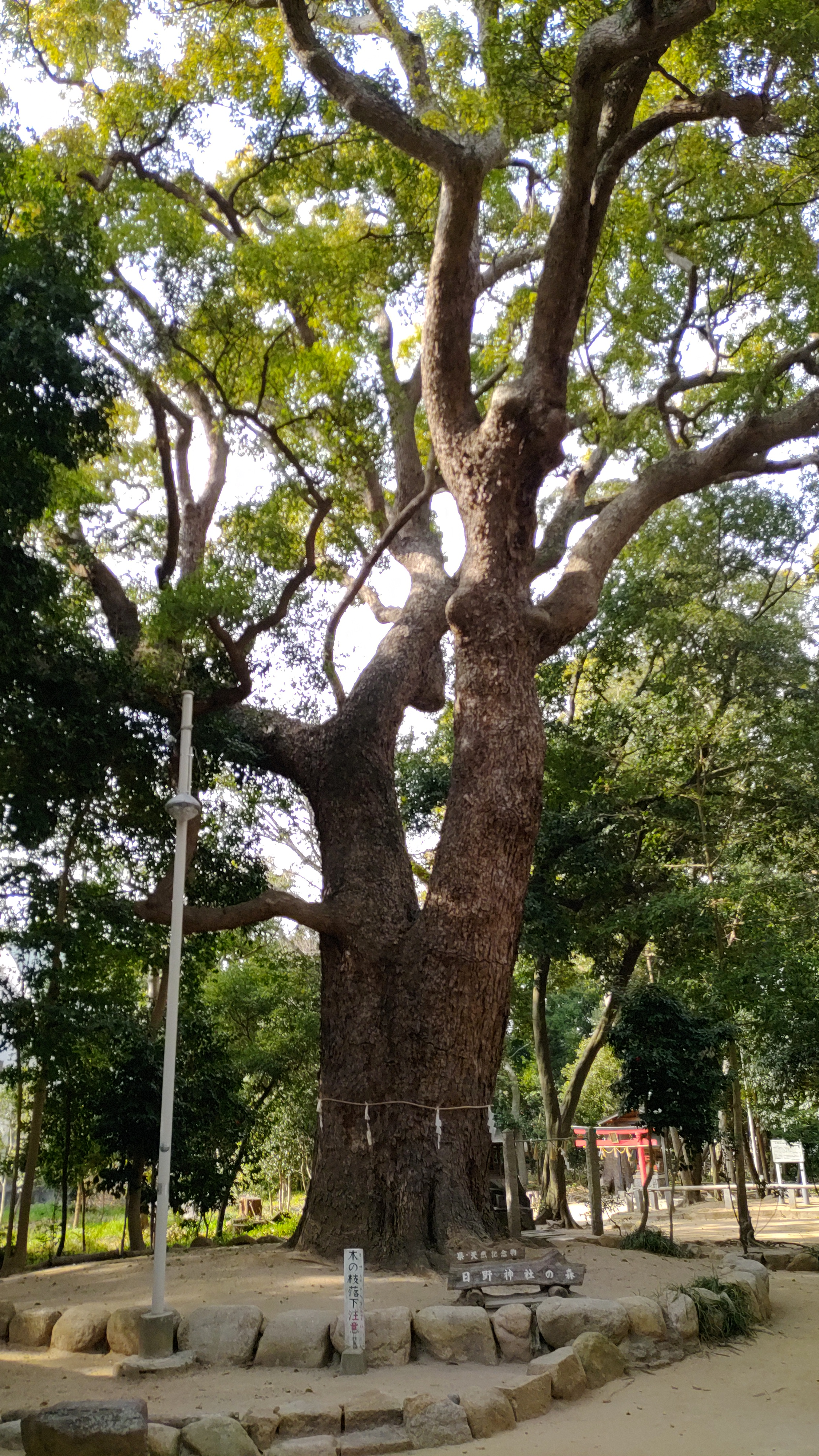
日野神社の森
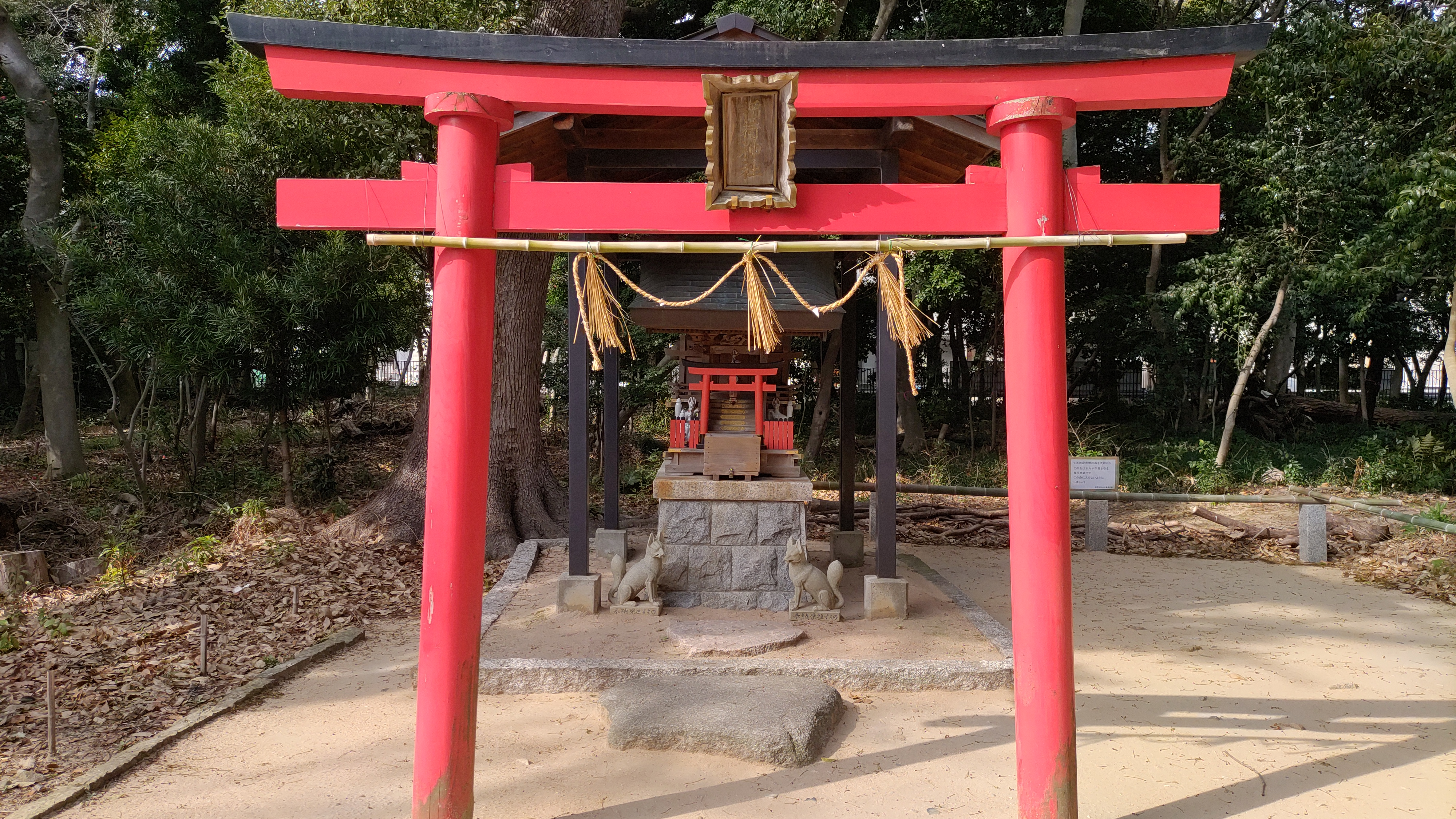
金刀比羅神社

## 現地情報

### 交通アクセス
- 電車でのアクセス 
  - 阪急電車 神戸線 西宮北口駅
  - 徒歩約15分

## 周辺
- 厳島神社 - 日野神社から北へ。
- 熊野神社 (西宮市) - 日野神社から南へ。北西にも別の熊野神社がある。